# Johan Galtung
Johan Galtung, né à Oslo le 24 octobre 1930 et mort le 17 février 2024 à Bærum, est un sociologue et mathématicien norvégien connu comme le fondateur de l'irénologie, science de la paix.
Il développe une définition positive de la paix (paix positive) qui inclut la recherche d’une justice sociale et la lutte contre toute « violence structurelle » qui résulte de la pratique du pouvoir étatique.
Il est le fondateur et le directeur de « Transcend », un réseau pour la transformation des conflits par des moyens pacifiques.

## Biographie
- Études en mathématique et sociologie.
- Incarcéré pour refus d'effectuer le service militaire en Norvège.
- Fondation de l'institut de recherche de paix, Oslo en 1959.
- Création d'un journal de la recherche de paix, le Journal of Peace Research, en 1964[2].

Il est membre du comité de parrainage du Tribunal Russell sur la Palestine dont les travaux ont commencé le 4 mars 2009.

## Citation de Johan Galtung
« Il n'y a pas de mauvais hommes, que de mauvaises idées. L'idée qu'il y a de mauvais hommes est mauvaise. »

## Distinctions
- 1987, prix Nobel alternatif (Right Livelihood Award).
- 1988, (no) Humanistprisen de la Association humaniste norvégienne.
- 1993, prix international Jamnalal Bajaj à Bombay, pour la promotion des valeurs gandhiennes.
- 2000, prix norvégien Brage, pour sa contribution à la littérature scientifique.

## Publications

### En anglais
- (en) Peace by peaceful means. Peace and conflict, Development and Civilisation, Londres, Sage, 1996, 275 p.
- A Structural Theory of Imperialism, Journal of Peace Research, 1971, p. 81-117

### En français
- Transformation des conflits par des moyens pacifiques : (La méthode du dépassement), Genève, United Nations, 1998, 37 p.
- Alternatives à la course aux armements nucléaires : Dix propositions pour une politique de paix dans les années 80, Alternatives non-violentes, 1983Allocution prononcée à Paris lors de la réception à l'UNESCO des Marcheurs pour la Paix (Pérouse - Assise), 6 août 1981 ; paru dans Bulletin of Peace Proposals, vol. 12, n° 4, 1981 ; traduit dans Alternatives non-violentes, n° 50, décembre 1983, pp. 56-60.

### En allemand
- Neue Wege zum Frieden - Konflikte aus 45 Jahren: Diagnose, Prognose, Therapie, Minden, Bund für soziale Verteidigung, 2003
- Die Zukunft der Menschenrechte, Munich, Campus, 1999
- Die andere Globalisierung, Münster, agenda Verlag, 1998
- Friede mit friedlichen Mitteln, Opladen, Leske und Budrich, 1998
- Menschenrechte - anders gesehen, Francfort/Main, Suhrkamp, 2e édition, 1997
- Von China lernen? Opladen, Westdeutscher Verlag, 1978 (avec Fumiko Nishimura)
- Strukturelle Gewalt, Reinbek, Rororo, 1975

## Galerie

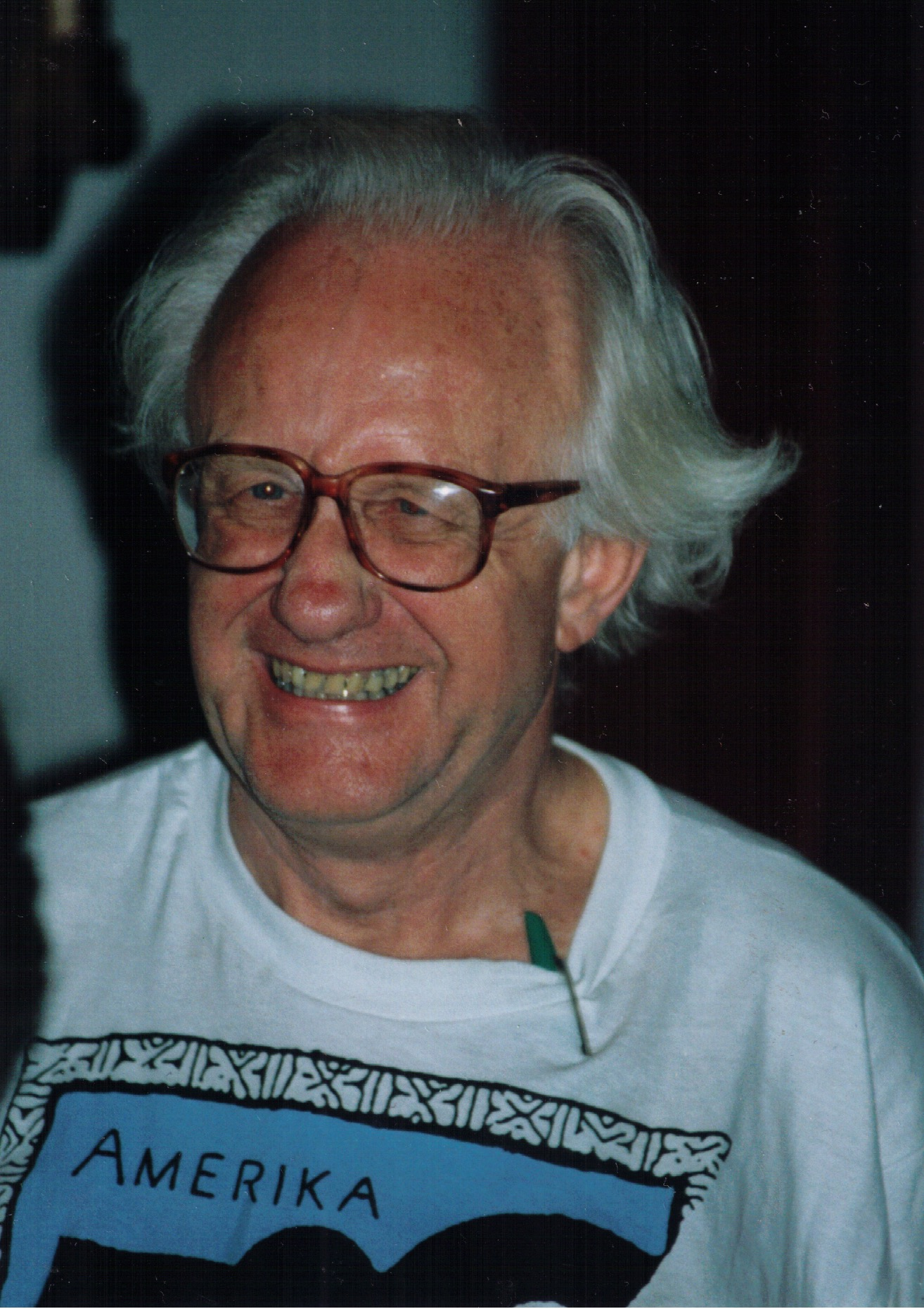
Johan Galtung à Genève en 1992.
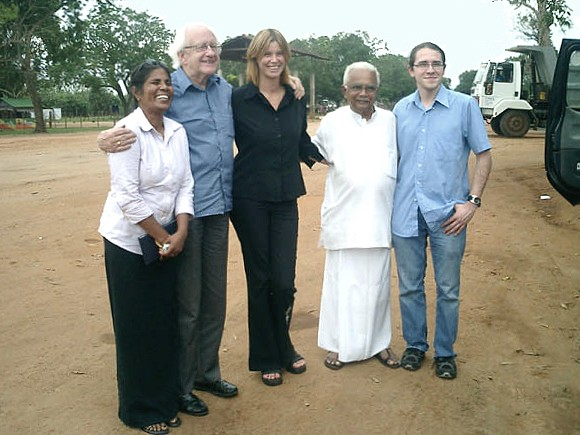
Johan Galtung à Kilinochchi en 2004/2005.
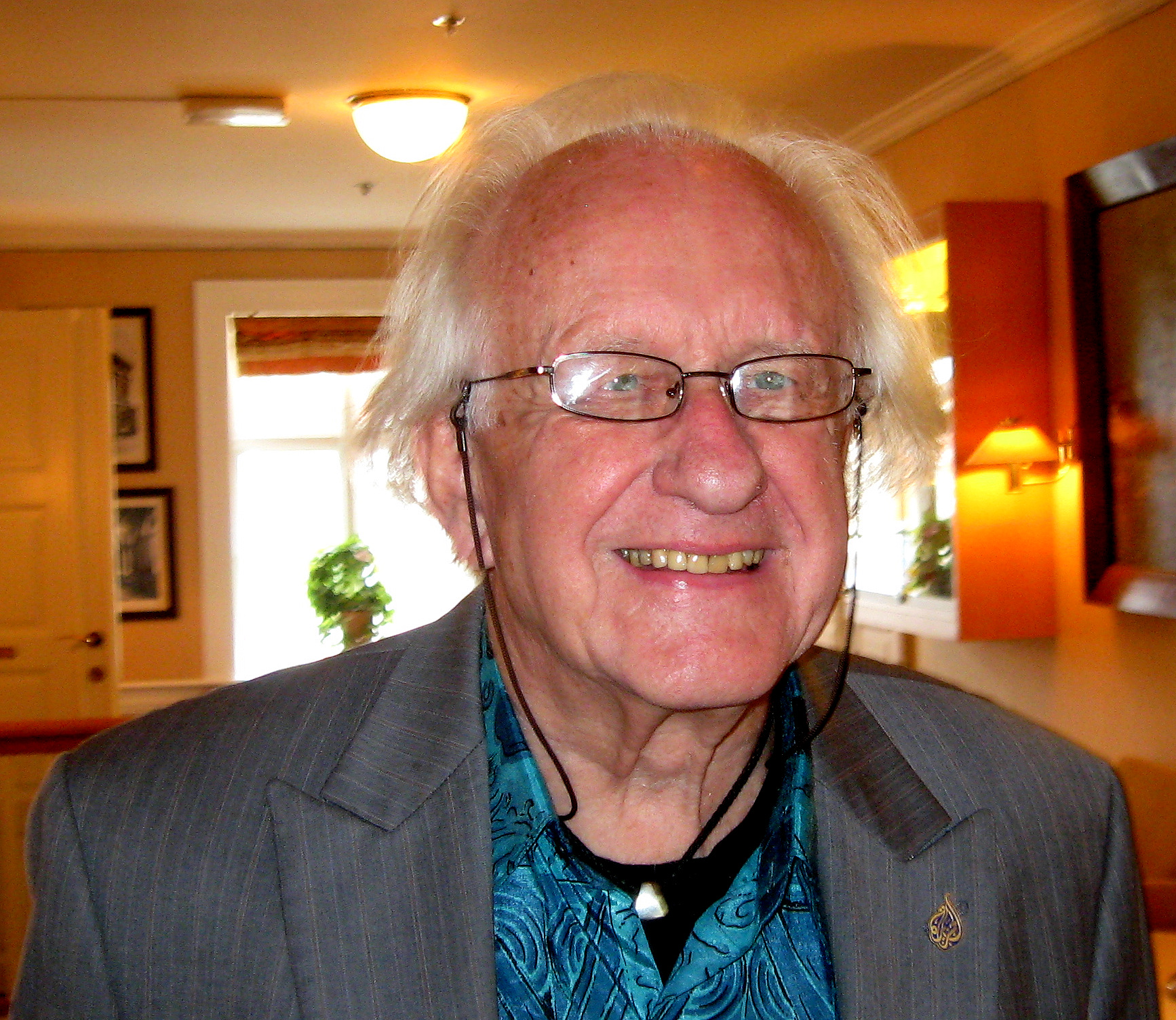
Johan Galtung à Stavanger en 2008.